# Amtrak vasúti járművek

Az Amtrak logója

Az Amtrak 2142 vasúti kocsiból és 425 mozdonyból álló flottát üzemeltet a szolgáltatásaihoz, amelyeket együttesen gördülőállománynak neveznek. Nevezetes típusok a GE Genesis és a Siemens Charger dízelmozdonyok, a Siemens ACS-64 villamos mozdony, az Amfleet sorozatú egyszintes személykocsik, a Superliner sorozatú emeletes személykocsik és a 20 Acela Express nagysebességű szerelvény. Az Amtrak emellett 196 mozdonyt és vasúti kocsit üzemeltet, amelyek teljes egészében állami partnerek tulajdonában vannak.
A vasút jelenleg a flotta lecserélésén dolgozik, 2,4 milliárd dollárt költ 28 Avelia Liberty motorvonatra a zászlóshajó Acela szolgáltatáshoz, és 7,3 milliárd dollárt 65 Airo motorvonatra a többi északkeleti folyosó szolgáltatáshoz. Emellett Kalifornia, Észak-Karolina és a középnyugati államok egy csoportja Siemens Venture motorvonatokat vásárolt az Amtrak által az államukban üzemeltetett útvonalakon való használatra, amelyek 2022-ben kezdték meg a szolgálatot. 2023-ban az Amtrak bejelentette, hogy ajánlattételi felhívást tett közzé, amelyben a távolsági útvonalakon használt több száz vasúti kocsi lecseréléséhez keres gyártó partnert.

## Jelenlegi flotta

### Mozdonyok
Az Amtrak dízel, elektromos és kettős üzemmódú (dízel vagy elektromos) mozdonyokat üzemeltet. Elektromos mozdonyai csak az északkeleti folyosón és a Philadelphia és Harrisburg közötti fővonalon közlekednek, a kettős üzemmódú mozdonyokat csak az Albany és New York közötti Empire folyosón használják, a dízelmozdonyokat pedig az Egyesült Államok minden más területén. 

| Modell                           | Kép        | Pályaszám               | Aktív flotta | Év         | Teljesítmény  | Tulajdonos |
| Road power                       | Road power | Road power              | Road power   | Road power | Road power    | Road power |
| -------------------------------- | ---------- | ----------------------- | ------------ | ---------- | ------------- | ---------- |
| GE Dash 8-32BWH                  |            | 500–519                 | 17           | 1991       | Diesel        | Amtrak     |
| GE Genesis P40DC                 |            | 800–843                 | 11           | 1993       | Diesel        | Amtrak     |
| GE Genesis P42DC                 | 1–207      | 154                     | 1996–2001    |            | Diesel        | Amtrak     |
| GE Genesis P32AC-DM              | 700–717    | 18                      | 1995         | Dual-mode  |               | Amtrak     |
| Siemens ACS-64                   |            | 600–665, 667–670        | 67           | 2014       | Electric      | Amtrak     |
| Siemens Charger ALC-42           |            | 300–424                 | 49 (125)     | 2021       | Diesel        | Amtrak     |
| State-owned road power           |            |                         |              |            |               |            |
| GE Dash 8-32BWH                  |            | 2051, 2052              | 1            | 1991       | Diesel        | Caltrans   |
| EMD F59PH                        |            | 1810, 1859, 1869, 1893  | 4            | 1988       | Diesel        | NCDOT      |
| EMD F59PHI                       |            | 1755, 1797              | 2            | 1998       | Diesel        | NCDOT      |
| EMD F59PHI                       | 1871, 1984 | 2                       | 1990         |            | Diesel        | NCDOT      |
| EMD F59PHI                       | 2001–2009  | 8                       | 1994         | Caltrans   | Diesel        |            |
| EMD F59PHI                       | 2010–2015  | 5                       | 2001         | Caltrans   | Diesel        |            |
| Siemens Charger SC-44            |            | 1400–1401, 1403–1408    | 8            | 2016       | Diesel        | WSDOT      |
| Siemens Charger SC-44            | 2101–2124  | 22                      | Caltrans     | 2016       | Diesel        |            |
| Siemens Charger SC-44            | 4601–4633  | 30                      | IDOT         | 2016       | Diesel        |            |
| Non-Revenue/Switcher Locomotives |            |                         |              |            |               |            |
| EMD SW1                          |            | 737                     | 1            | 1941       | Diesel        | Amtrak     |
| GE 80-ton switcher               |            | 1100                    | 0            | 1952       | Diesel        | Amtrak     |
| EMD SW1000R                      |            | 794, 796                | 2            | 1952       | Diesel        | Amtrak     |
| EMD MP15                         |            | 530–539                 | 7            | 1970       | Diesel        | Amtrak     |
| EMD SW1500                       |            | 541                     | 1            | 1970       | Diesel        | Amtrak     |
| EMD SW1001                       |            | 569                     | 1            | 1974       | Diesel        | Amtrak     |
| EMD GP38-3                       |            | 720–724                 | 5            | 1976       | Diesel        | Amtrak     |
| EMD GP38-3                       | 725–754    | 20                      | 1960s/70s    |            | Diesel        | Amtrak     |
| MPI GP15D                        |            | 570–579                 | 10           | 2004       | Diesel        | Amtrak     |
| MPI MP14B                        |            | 590, 592, 593           | 3            | 2010–2013  | Diesel Genset | Amtrak     |
| MPI MP21B                        | 591        | 1                       | 2010         |            | Diesel Genset | Amtrak     |
| NRE 2GS12B                       |            | 597, 599, 792, 793, 798 | 5            | 2014–2020  | Diesel Genset | Amtrak     |
| Forrás:                          |            |                         |              |            |               |            |

### Dízel
| Gyártó | Modell           | Pályaszám                                    | Forgalomba állás | Jegyzetek                |
| ------ | ---------------- | -------------------------------------------- | ---------------- | ------------------------ |
| GE     | P42DC            | 1-207                                        | 1996-napjainkig  | Amtrak fővonali mozdony. |
| GE     | P40DC            | 800-843                                      | 1993-napjainkig  |                          |
| GE     | P32-8WH (Dash 8) | 500, 503-519; 2051, 2052 (Amtrak California) | 1991-napjainkig  |                          |
| EMD    | F59PHI           | 450-470; 2001-2015 (Amtrak California)       | 1994-napjainkig  |                          |

### Villamos
| Gyártó                    | Modell  | Pályaszám | Forgalomba állás | Jegyzetek                                                         |
| ------------------------- | ------- | --------- | ---------------- | ----------------------------------------------------------------- |
| GE                        | P32ACDM | 700-717   | 1995-napjainkig  |                                                                   |
| Bombardier Transportation | HHP–8   | 650-664   | 1998-napjainkig  |                                                                   |
| EMD / ASEA                | AEM-7   | 901-953   | 1979-napjainkig  | 1999-ben megkezdődött az átépítése                                |
| Siemens                   | ACS-64  |           | 2013             | 70 db, az AEM-7 DC, az AEM-7 AC és a HHP-8 helyett állnak üzembe. |

### Tolató
| Gyártó                       | Modell  | Pályaszám    | Forgalomba állás | Jegyzetek |
| ---------------------------- | ------- | ------------ | ---------------- | --------- |
| EMD                          | SW1     | 737          |                  |           |
| EMD                          | SW8     | 1-3, 748-749 |                  |           |
| EMD                          | SW1000R | 790-799      |                  |           |
| EMD                          | SW1001  | 569          |                  |           |
| EMD                          | SSB1200 | 558-567      |                  |           |
| EMD                          | SW1500  | 540, 541     |                  |           |
| EMD                          | MP15    | 530-539      |                  |           |
| MPI                          | GP15    | 570-579      |                  |           |
| RPI                          | GG20B   | 599          |                  |           |
| EMD                          | GP7     | Ismeretlen   |                  |           |
| EMD                          | GP38    | 720-724      |                  |           |
| EMD/Norfolk Southern Railway | GP38H-3 | 520-527      |                  |           |

## Személykocsik
- Superliner I és II
- Amfleet I és II
- Horizon Fleet
- Viewliner
- Heritage Fleet
- California kocsik
- Surfliner kocsik
- Talgo-kocsik